# Недоброво, Николай Владимирович
Николай Владимирович Недоброво (1 (13) сентября 1882, имение Раздольное, Харьковская губерния — 2 декабря 1919, Ялта) — русский поэт, критик, литературовед, стиховед. Творчество Недоброво оказало большое влияние на Анну Ахматову.

## Биография
Происходил из старинного дворянского рода Тамбовской губернии. Сын отставного гвардии ротмистра Владимира Дмитриевича Недоброво. Детство провёл в имении матери в Курской губернии, в конце 1890-х семья переехала в Харьков, где Николай Недоброво учился в Харьковской 3-й гимназии. Здесь началась его дружба с Б. В. Анрепом.
Отучившись два курса в Харьковском университете, перевёлся в Санкт-Петербург, где окончил в 1906 году историко-филологический факультет Петербургского университета (одновременно с Александром Блоком). В это же время познакомился с художниками и критиками «Мира искусства» и стал сотрудничать с кадетской газетой «Речь».
В годы первой русской революции вступил в партию кадетов; в 1908—1916 служил в канцелярии Государственной думы. С 1915 года болел чахоткой; в 1916 году уехал лечиться на Кавказ, получив отпуск на время болезни. Жил в Сочи, откуда перебрался сначала в кавказскую деревню Красная Поляна, а затем в Ялту, где и умер от чахотки. Похоронен на Аутском кладбище в Ялте 5 декабря 1919 года.

## Творческая деятельность
Как поэт дебютировал в 1913 году. Стихи и проза (повесть «Душа в маске», 1914) печатались в «Русской мысли», «Северных записках», «Альманахе муз». Выступал как критик и теоретик искусства, публиковал статьи о творчестве Тютчева и Фета. Его статью «Анна Ахматова» сама поэтесса считала провидческой, лучшей из всего, написанного о её творчестве.
В 1912 году Недоброво опубликовал стиховедческую статью «Ритм, метр и их взаимоотношение» (Труды и дни. 1912. № 2. С. 14-23), где впервые использован термин силлабо-тоническое стихосложение
При жизни Недоброво не успел выпустить ни одной книги. Посмертно опубликована трагедия в стихах «Юдифь» (1923).
Не примыкающее ни к одному направлению, близкое к акмеизму стихотворное наследие Недоброво опубликовано лишь в 1999 г..